# Wilhelm-Leuschner-Platz (Leipzig)
Der Wilhelm-Leuschner-Platz ist ein Platz südlich der Leipziger Innenstadt. Er ist benannt nach dem deutschen Gewerkschafter und sozialdemokratischen Politiker Wilhelm Leuschner (1890–1944), der gegen den Nationalsozialismus kämpfte. Zuvor hieß ein Teil des Platzes seit 1839 Königsplatz. Der Platz ist im Wesentlichen unbebaut und harrt seit dem Ende des Zweiten Weltkrieges seiner Gestaltung.

## Lage und Begrenzung
Der Wilhelm-Leuschner-Platz befindet sich im Ortsteil Zentrum-Süd im Stadtbezirk Mitte. Er bildet den Übergang von der City zur Inneren Südvorstadt und liegt am südlichen Abschnitt des Innenstadtrings. Er nimmt die Fläche des ehemaligen Königsplatzes ein, dazu kommt auf der östlichen Seite die große Brachfläche um die ehemalige Zentralmarkthalle.
Damit wird von Norden beginnend im Uhrzeigersinn der Platz von folgenden Straßen begrenzt: Roßplatz, Grünewaldstraße, Windmühlenstraße und Peterssteinweg.

## Geschichte
Im Schmalkaldischen Krieg wurde 1547 die bis fast an den Stadtgraben heranreichende südliche Vorstadt abgebrannt und dieses freie Schussfeld (Glacis) vor dem Peterstor auch später nicht bebaut.

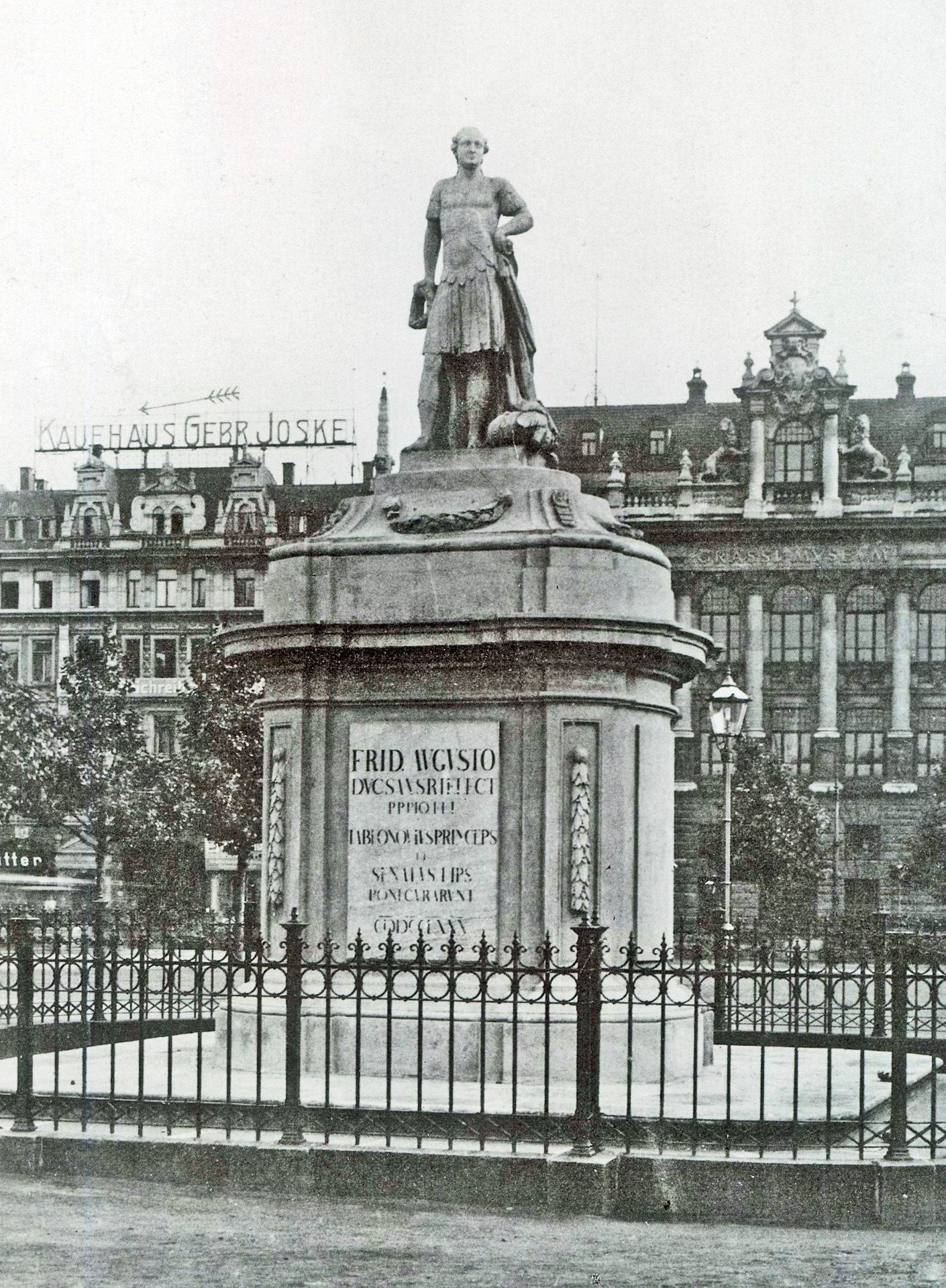
Friedrich-August-Denkmal auf dem Leipziger Königsplatz (um 1910)

Im Jahr 1778 erfolgten durch den Leipziger Architekten Johann Carl Friedrich Dauthe (1746–1816) die Planierung des Geländes und die Anlage eines rechteckigen, von Baumreihen umstandenen Platzes. Er erhielt den Namen Esplanade. In seinem Mittelpunkt wurde 1780 ein Denkmal aufgestellt. Es zeigte ein von Adam Friedrich Oeser (1717–1799) geschaffenes Standbild von Kurfürst Friedrich August III. (1750–1827) auf einem Sockel von Dauthe. Friedrich August wurde 1806 als Friedrich August I. König von Sachsen. Infolgedessen war es logisch, 1839 den inzwischen auf drei Seiten bebauten Platz nach dem nunmehrigen Königsdenkmal Königsplatz zu nennen.
Zum Ende des 19. Jahrhunderts wurden die Häuser am Königsplatz zum Teil durch repräsentativere Bauten ersetzt. Am Südrand wurde von 1894 bis 1897 von Hugo Licht (1841–1923) das (alte) Grassimuseum (heute Stadtbibliothek) errichtet. An der Westseite entstanden das Hotel „Münchner Hof“ und ab 1896 das Kaufhaus der Brüder Moritz (1872–1939) und Julius Ury (1873–1940).
Bis 1907 wurde auf dem Königsplatz die Leipziger Kleinmesse abgehalten, bevor sie auf die Frankfurter Wiesen ausweichen musste. 1921 wurde der Platz mit einer großen provisorischen Textilmessehalle überbaut, die allerdings nur bis 1932 bestand. 1935 wurde das Friedrich-August-Denkmal in den Garten des Gohliser Schlösschens versetzt. Der Grund war eine vorgesehene Umgestaltung und Vergrößerung des Platzes, die aber wegen des Krieges nicht zustande kam.

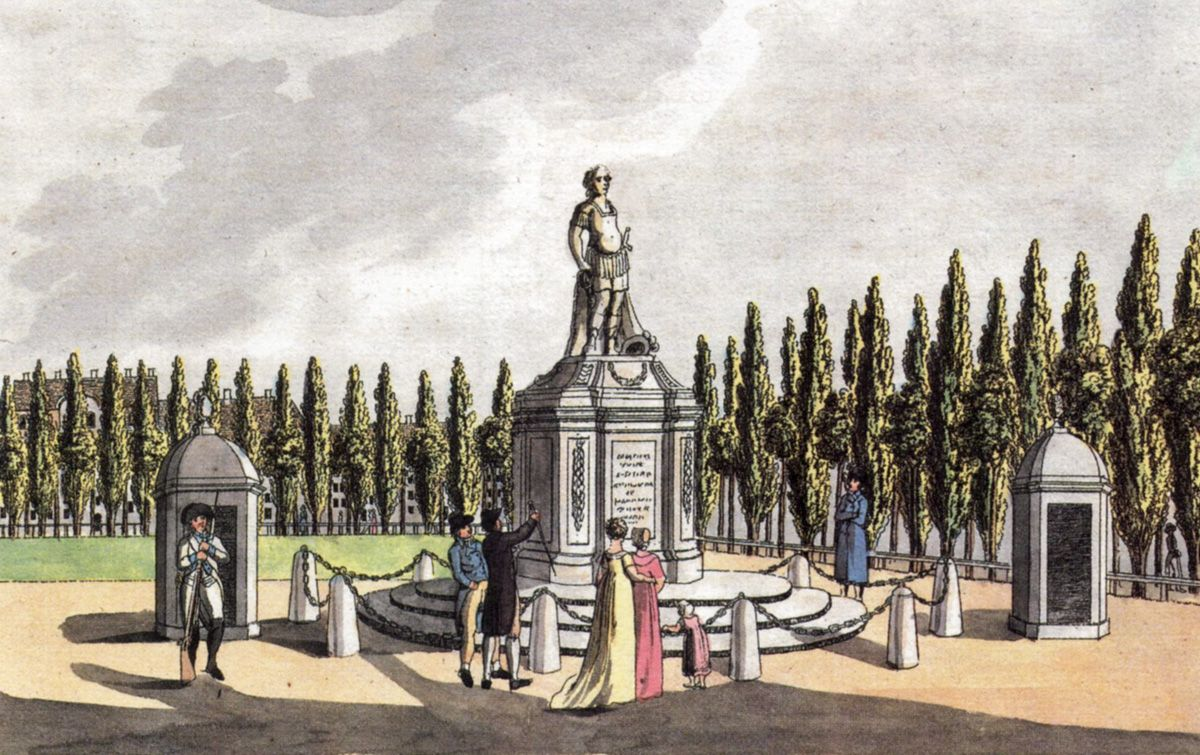
Esplanade mit Königsdenkmal (1804)
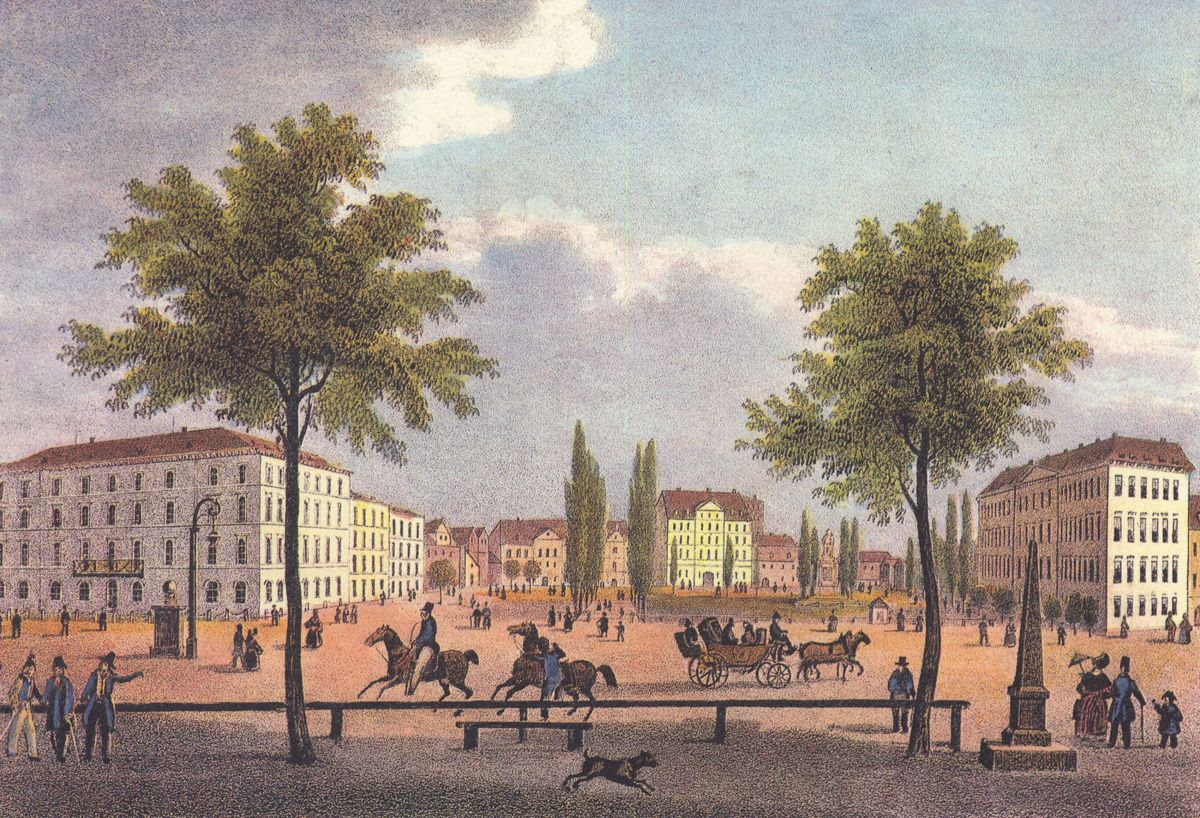
Königsplatz (1840)
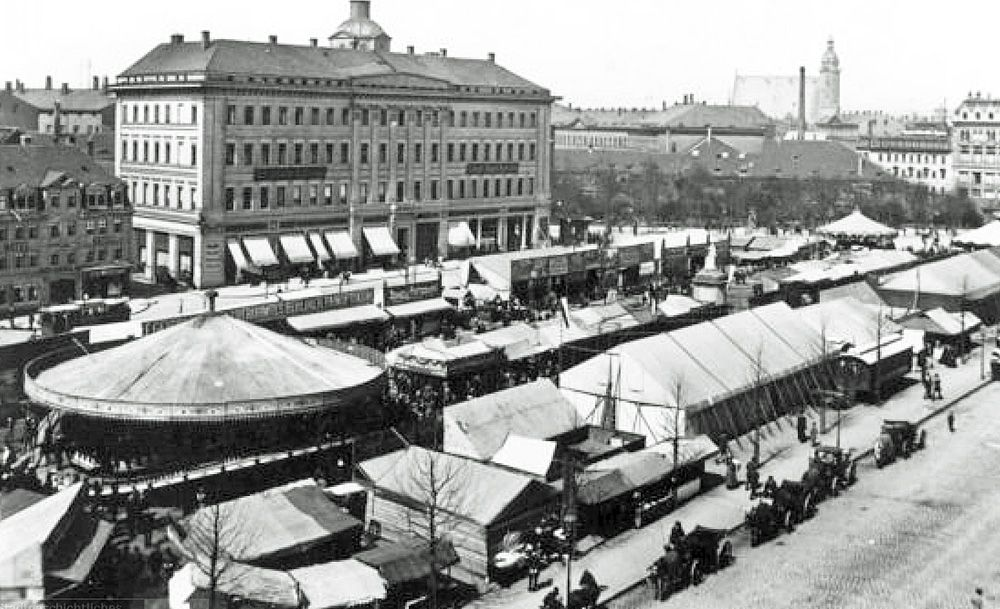
Kleinmesse (vor 1898)
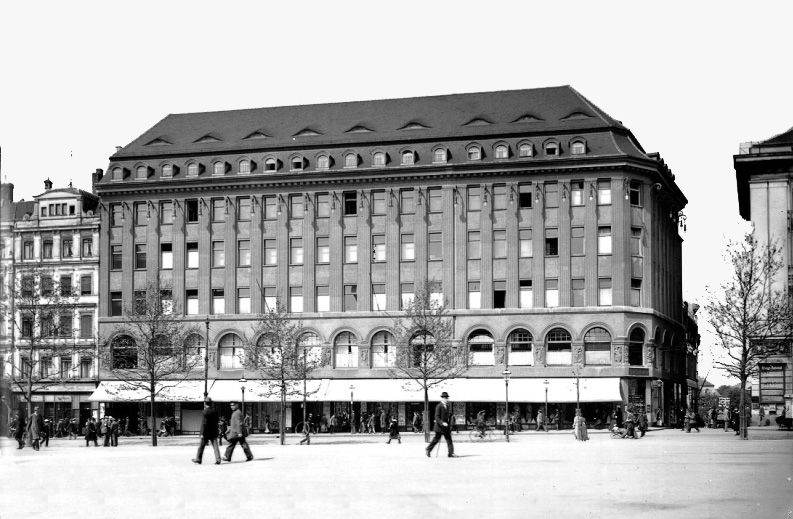
Warenhaus Ury (um 1920)
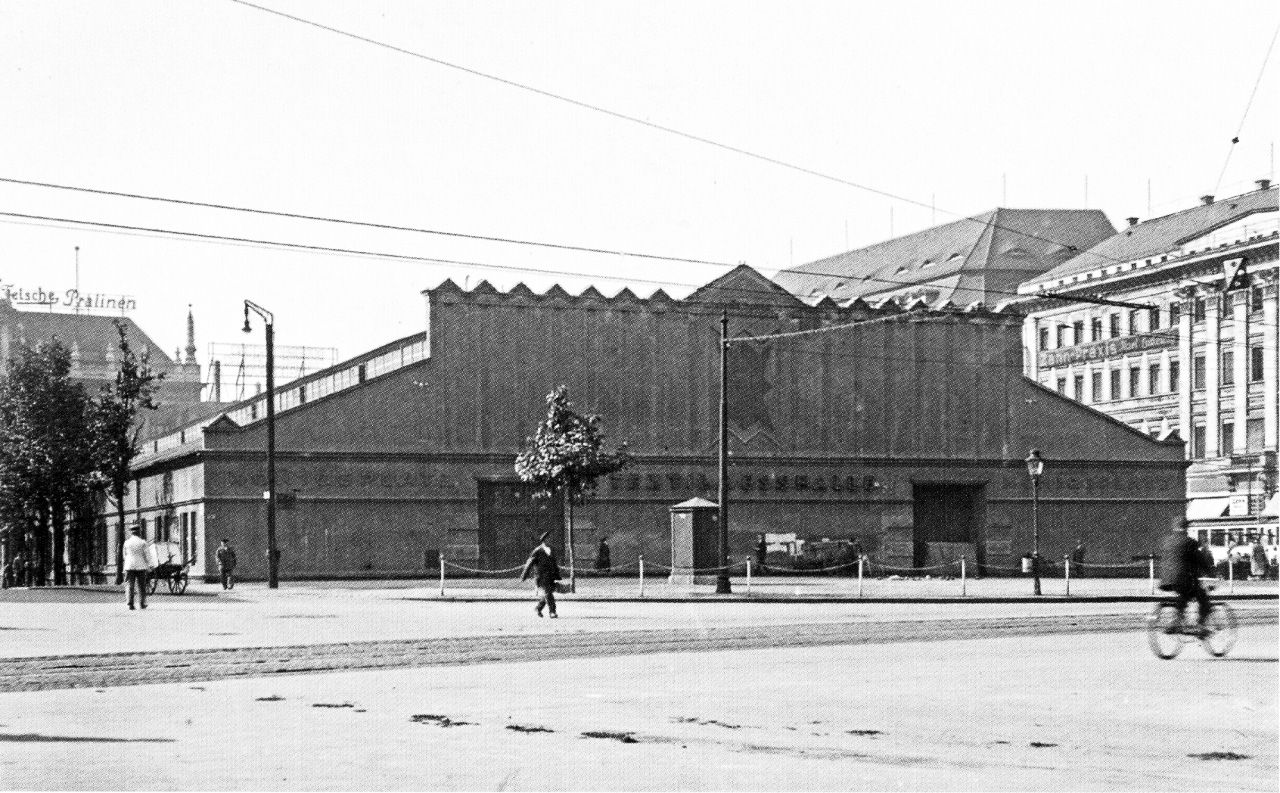
Textil-Messehalle (um 1925)
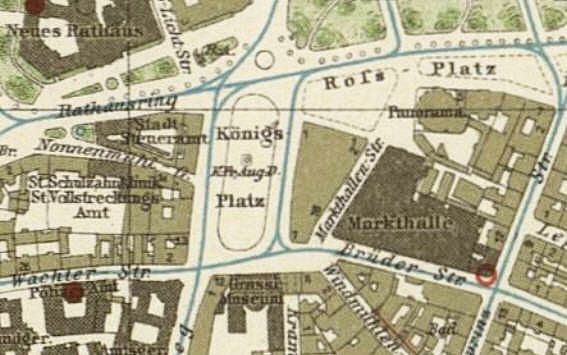
Stadtplanausschnitt (um 1920)

Beim Luftangriff vom 4. Dezember 1943 wurde die Bebauung des Königsplatzes zerstört, bis auf das alte Grassimuseum, das schwer beschädigt wurde. Auch das östlich angrenzende Gebiet zwischen Brüder-, Markthallen- und Kurprinzstraße (heute Grünewaldstraße) war bis auf die beschädigte Zentralmarkthalle völlig zerstört. Der Trümmerschutt der zerstörten Bauten wurde seit 1944 auf dem Platz aufgehäuft und schließlich nach Kriegsende 1945 von der sogenannten Zentrumsbahn der Leipziger Trümmerbahnen auf Deponien abtransportiert. In den 1950er Jahren wurde die zum Teil noch in Trümmern liegende, zum Teil aber noch funktionsfähige Zentralmarkthalle als Schandfleck angesehen und in Gänze im Rahmen des „Nationalen Aufbauwerkes“ abgerissen.
Der gesamte freie Platz mit den leeren Straßenstücken der Brüder- und der Markthallenstraße wurde de facto dem 1945 in Wilhelm-Leuschner-Platz umbenannten Königsplatz zugeschlagen und dieser nun in der oben beschriebenen Größe angesehen. Der Platz wurde teilweise als Parkplatz benutzt, teilweise wuchsen Bäume und Buschwerk.

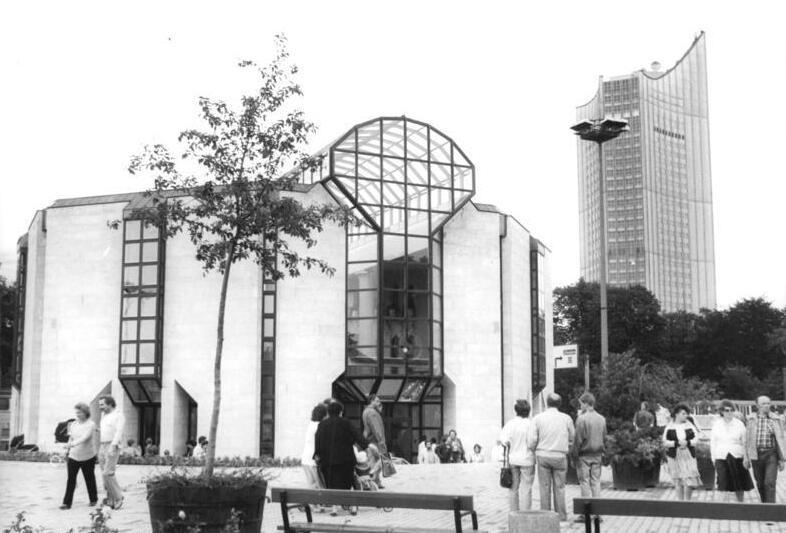
Am Bowlingtreff (1987)

1975 wurde von der Nordseite des Wilhelm-Leuschner-Platzes zur Innenstadt ein Fußgängertunnel unter der Straßenbahn-Zentralhaltestelle errichtet, der mit dem späteren Bau des City-Tunnels wieder aufgegeben wurde. 1985 entstand ebenfalls an der Nordseite des Platzes nach Plänen von Winfried Sziegoleit (1939–2021) der Bowlingtreff als Eingangsgebäude zu 14 unterirdischen Bowlingbahnen, weiteren Sportmöglichkeiten und 310 Gaststättenplätzen in einem nicht mehr genutzten Straßenbahnstrom-Unterwerk. Die Einrichtung wurde 1998 geschlossen. 2020 wurde bekannt, dass das Naturkundemuseum Leipzig dort einziehen soll. In den 1990er Jahren stand auf dem Westteil des Platzes eine zweigeschossige Parkpalette, die 2001 in das Klinikum St. Georg versetzt wurde.
2011 beschloss der Stadtrat, das seit 2007 in Rede stehende „Einheits- und Freiheitsdenkmal“ in Erinnerung an die Friedliche Revolution 1989 auf dem Wilhelm-Leuschner-Platz zu errichten. Der Wilhelm-Leuschner-Platz sollte in „Platz der Friedlichen Revolution“ umbenannt werden. Das Ergebnis des anschließenden künstlerischen Wettbewerbs für das Denkmal konnte allgemein nicht überzeugen. Am 16. Juli 2014
beendete der Stadtrat das bisherige Wettbewerbsverfahren und hob den Beschluss zum Standort auf.

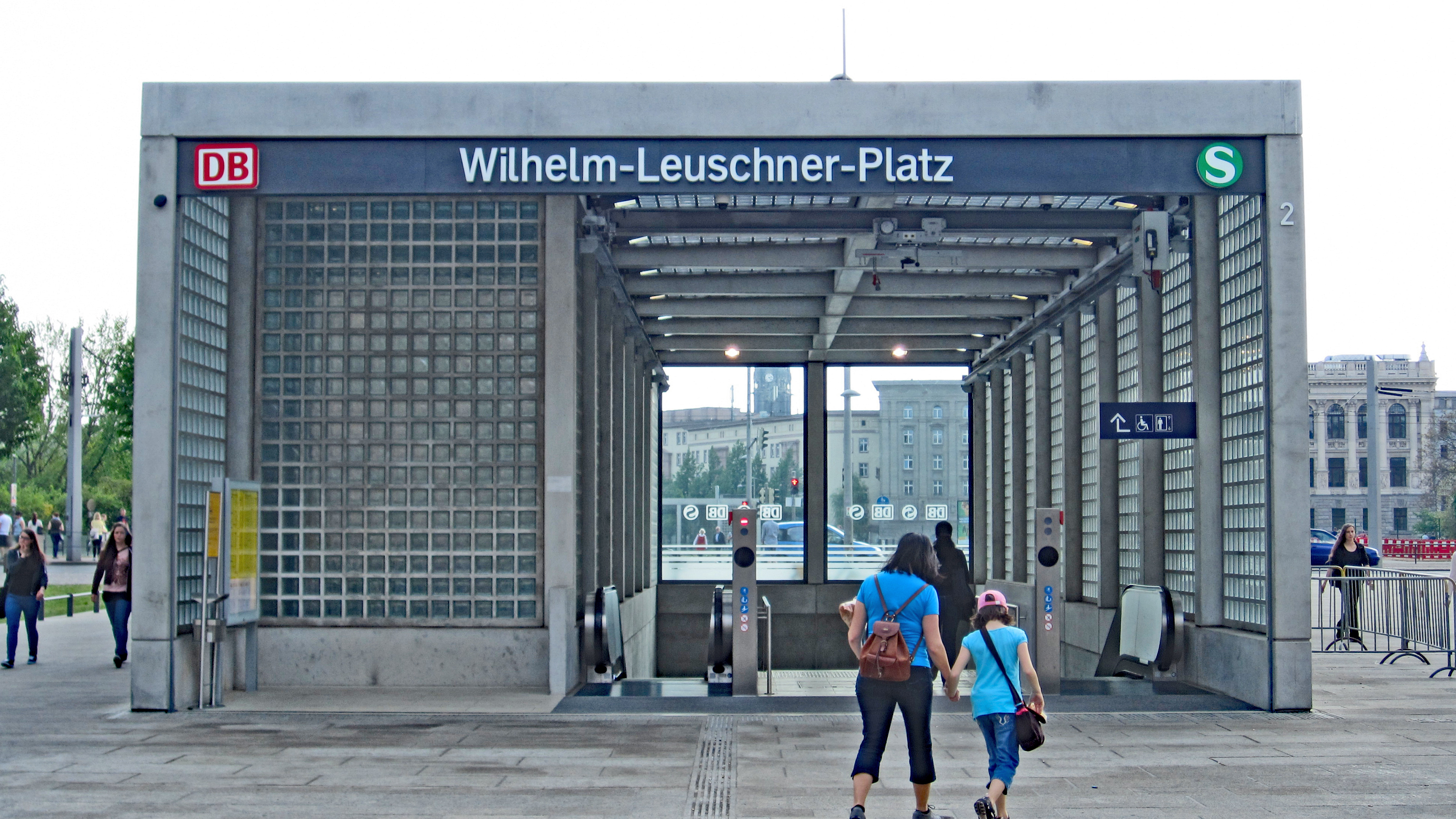
Zugang zur City-Tunnel-Station Wilhelm-Leuschner-Platz (2014)

2013 wurde der City-Tunnel für die S-Bahn Mitteldeutschland in Betrieb genommen. Der südliche Zugang zur Station Wilhelm-Leuschner-Platz befindet sich isoliert in der Mitte des Platzes. Mit der Fertigstellung der Propsteikirche St. Trinitatis an der Einmündung des Peterssteinwegs in den Martin-Luther-Ring erhielt der Platz auf seiner westlichen Seite wieder einen Teil seiner optischen Begrenzung.

## Planungen und Neugestaltung
Mit dem Ende der Denkmalsdiskussion im Zusammenhang mit dem Wilhelm-Leuschner-Platz hat auch die Betrachtung seiner Bebauung wieder neue Fahrt aufgenommen. Am 16. Dezember 2015 beschloss der Stadtrat Leitlinien für die „Weiterführung des Aufstellungsverfahrens zum Bebauungsplan Wilhelm-Leuschner-Platz/Ost“. Demnach sollen auf der Ostseite des Platzes drei Baugruppen entstehen: die nördliche mit einem Hochhaus an der Nordostecke (Roßplatz-Carré), die mittlere mit der neuen Zentralmarkthalle (Markthallenkomplex) und eine südliche zwischen Brüder- und Windmühlenstraße (Windmühlenbogen). Uneinigkeit herrscht über den westlichen Teil. Die Stadtverwaltung favorisiert einen unbebauten großen Platz für Veranstaltungen. Verschiedene Stimmen, darunter eine Architekten-Initiative, streben einen vierten Baukomplex und die Reduzierung des freien Platzes auf die Größe des alten Königsplatzes an. Dabei sollten auch Roßplatz-Carré und Markthallenkomplex zur Belebung des Viertels um einen kleineren Binnenplatz „verzahnt“ werden.
Mit dem ersten Spatenstich zum Neubau des Leibniz-Instituts für Länderkunde im südlichen Baubereich am 27. Oktober 2023 begann die Neugestaltung des Wilhelm-Leuschner-Platzes. Geplant ist auch ein Neubau für die Stiftung Forum Recht. Anfang 2024 wurde ein Landschaftsplaner-Wettbewerb für den Wilhelm-Leuschner-Platz durchgeführt. Den ersten Preis erhielt das Atelier Loidl für seinen Entwurf Ökotopia.

## Verschiedenes
Am 31. Oktober 1965 war der Wilhelm-Leuschner-Platz Schauplatz der Leipziger Beatdemo.